# Söllingen
Söllingen là một đô thị của huyện Helmstedt, bang Niedersachsen, Đức. Đô thị này có diện tích 11,55 km².